# Нью-Касл (округ, Делавер)
Шаблон:StateAbbr_ 39°35′ пн. ш. 75°38′ зх. д. / 39.58° пн. ш. 75.64° зх. д.
 Нью-Касл (англ. New Castle County) — округ (графство) у штаті Делавер. Ідентифікатор округу 10003.

## Демографія
За даними перепису 
2000 року 
загальне населення округу становило 500265 осіб, зокрема міського населення було 472395, а сільського — 27870.
Серед них чоловіків — 242943, а жінок — 257322. В окрузі було 188935 домогосподарств, 127106 родин, які мешкали в 199521 будинках.
Середній розмір родини становив 3,09.
Віковий розподіл населення поданий у таблиці:
| Стать    | До 15 років | 15-21 | 22-29 | 30-39 | 40-49 | 50-65 | 65-85 | Понад 85 |
| -------- | ----------- | ----- | ----- | ----- | ----- | ----- | ----- | -------- |
| Чоловіки | 53704       | 25693 | 27386 | 40168 | 37453 | 34904 | 21867 | 1768     |
| Жінки    | 50791       | 26388 | 27210 | 41304 | 39376 | 37985 | 29593 | 4675     |

## Суміжні округи
- Делавер, Пенсільванія – північ
- Глостер, Нью-Джерсі – північний схід
- Салем, Нью-Джерсі – схід
- Кент – південь
- Кент, Меріленд – південний захід
- Сесіл, Меріленд – захід
- Честер, Пенсільванія – північний захід

## Виноски
1. ↑  U.S. Decennial Census. United States Census Bureau. Процитовано 12 червня 2014.
2. ↑  Historical Census Browser. University of Virginia Library. Архів оригіналу за 11 серпня 2012. Процитовано 12 червня 2014.
3. ↑  Population of Counties by Decennial Census: 1900 to 1990. United States Census Bureau. Процитовано 12 червня 2014.
4. ↑  Census 2000 PHC-T-4. Ranking Tables for Counties: 1990 and 2000 (PDF). United States Census Bureau. Процитовано 12 червня 2014.
5. ↑  State & County QuickFacts. United States Census Bureau. Архів оригіналу за 17 липня 2011. Процитовано 12 червня 2014.(англ.) Наведено за англійською вікіпедією.
6. ↑  American FactFinder. Бюро перепису населення США. Архів оригіналу за 26 лютого 2012. Процитовано 31 січня 2008.

| США | Це незавершена стаття з географії США. Ви можете допомогти проєкту, виправивши або дописавши її. |